# Gaultheria itatiaiae
Gaultheria itatiaiae là một loài thực vật có hoa trong họ Thạch nam. Loài này được Wawra mô tả khoa học đầu tiên năm 1881.